# Madar Csaba
Madar Csaba (Püspökladány, 1974. október 8. –) magyar labdarúgó.

## Pályafutása
Ötszörös magyar bajnok a DVSC és az MTK színeiben, valamint kétszeres Magyar Kupa győztes az MTK-val. 367 NB I-es mérkőzésén 32 gólt szerzett.
1996-ban tagja volt az olimpiai labdarúgócsapatnak, Brazília és Japán ellen gólt is rúgott.
2008 januárjában jelentette be visszavonulását, családi okokra hivatkozva. 3 fiúgyermek édesapja.
Civil munkája mellett levezetésként a megyei II. osztályban szereplő DEAC csapatában játszott. 2017. nyarától az NBIII-as DEAC labdarúgó csapatának pályaedzője.

## Sikerei, díjai
MTK
- magyar bajnok: 1998–99, 2002–03

Debrecen
- magyar bajnok: 2004–05, 2005–06, 2006–07

## Statisztika

### Mérkőzései a válogatottban
| Magyarország | Magyarország        | Magyarország               | Magyarország | Magyarország | Magyarország            | Magyarország       | Magyarország | Magyarország |
| #            | Dátum               | Helyszín                   | Hazai        | Eredmény     | Vendég                  | Kiírás             | Gólok        | Esemény      |
| ------------ | ------------------- | -------------------------- | ------------ | ------------ | ----------------------- | ------------------ | ------------ | ------------ |
| 1.           | 1996. április 10.   | Eszék                      | Horvátország | 4 – 1        | Magyarország            | barátságos         | -            | 46'          |
| 2.           | 1996. április 24.   | Budapest, Népstadion       | Magyarország | 0 – 2        | Ausztria                | barátságos         | -            | 46'          |
|              | 1996. július 23.    | Miami, Orange Bowl (USA)   | Brazília     | 3 – 1        | Magyarország            | olimpiai D csoport | -            | 46' 58'      |
|              | 1996. július 25.    | Orlando, Citrus Bowl (USA) | Japán        | 3 – 2        | Magyarország            | olimpiai D csoport | -            | 24' 48'      |
| 3.           | 1996. augusztus 14. | Siófok                     | Magyarország | 3 – 1        | Egyesült Arab Emírségek | barátságos         | -            | 81'          |
|              | Összesen            |                            |              | 3            | mérkőzés                |                    | 0            | gól          |